# Eleven (singel Ive)
Eleven – debiutancki single album południowokoreańskiego zespołu Ive, wydany 1 grudnia 2021 roku przez wytwórnię Starship Entertainment. Płytę promował utwór „Eleven”.

## Lista utworów
| CD | CD           | CD         | CD                                           | CD                           | CD      |
| Nr | Tytuł utworu | Tekst      | Kompozycja                                   | Aranżacja                    | Długość |
| -- | ------------ | ---------- | -------------------------------------------- | ---------------------------- | ------- |
| 1. | „Eleven”     | Seo Ji-eum | Peter Rycroft, Lauren Aquilina, Ryan S. Jhun | Lostboy, Ryan S. Jhun, Alawn | 2:58    |
| 2. | „Take It”    | Lee Su-ran | Daniel Kim, Jeremy G, Willie                 | Willie                       | 3:25    |

## Notowania
| Lista                                   | Najwyższa pozycja |
| --------------------------------------- | ----------------- |
| South Korea (Circle)                    | 1                 |
| South Korea (Billboard)                 | 2                 |
| South Korean Albums (Circle)            | 1                 |
| Global 200 (Billboard)                  | 68                |
| Japan (Japan Hot 100)                   | 16                |
| Malaysia (RIM)                          | 9                 |
| New Zealand Hot Singles (RMNZ)          | 20                |
| Singapore (RIAS)                        | 7                 |
| US World Digital Song Sales (Billboard) | 9                 |
| Vietnam (Vietnam Hot 100)               | 35                |

## Nagrody w programach muzycznych
| Program                | Data             | Źródło |
| ---------------------- | ---------------- | ------ |
| Inkigayo (SBS)         | 9 stycznia 2022  | [ 12 ] |
| Inkigayo (SBS)         | 16 stycznia 2022 | [ 13 ] |
| Inkigayo (SBS)         | 23 stycznia 2022 | [ 14 ] |
| Show Champion (MBC M)  | 8 grudnia 2021   | [ 15 ] |
| Show Champion (MBC M)  | 15 grudnia 2021  | [ 16 ] |
| The Show (SBS MTV)     | 14 grudnia 2021  | [ 17 ] |
| Music Bank (KBS2)      | 17 grudnia 2021  | [ 18 ] |
| Music Bank (KBS2)      | 11 lutego 2022   | [ 19 ] |
| Music Bank (KBS2)      | 18 lutego 2022   | [ 20 ] |
| Show! Music Core (MBC) | 8 grudnia 2021   | [ 21 ] |
| Show! Music Core (MBC) | 15 stycznia 2022 | [ 22 ] |
| Show! Music Core (MBC) | 22 stycznia 2022 | [ 23 ] |
| Show! Music Core (MBC) | 23 stycznia 2022 | [ 24 ] |